# محسن کلهر (بازیگر)
محسن کلهر (زاده ۲ فروردین ۱۳۶۳ در تهران) بازیگر و خواننده می‌باشد.

## زندگی حرفه ای
محسن کلهر پس گذراندن لیسانس کارگردانی و بازیگری از دانشگاه واشنگتن دی سی تاجیکستان در عرصه هنر مشغول به فعالیت شد وی از سال ۱۳۸۶ در سریال زندگی به شرط خنده و سریال باغ شیشه‌ای و همچنین تله طنز کبرا ۰۰۱۱ و فیلم سینمایی سه بیگانه هنرنمایی کرد. او همچنین در سال ۱۴۰۱ نیز دو آهنگ با نام‌های ماه من و حال دلم منتشر کرده است. . وی از سال ۱۴۰۲ از تمامی عرصه های هنری و بازیگری خداحافظی نمود. 

## فیلم‌شناسی
| نام فیلم                | سال  | توضیحات               | نقش                     |
| ----------------------- | ---- | --------------------- | ----------------------- |
| سریال زندگی به شرط خنده | ۱۳۸۶ | از قسمت ۳۵ تا قسمت ۵۹ | علیرضا ( پسر صاحب ملک ) |
| سریال باغ شیشه ای       | ۱۳۸۵ |                       | رئیس تبهکارها           |
| کبرا ۰۰۱۱               | ۱۳۸۷ |                       | بچه دزد                 |

## لینک های خارجی
- محسن کلهر در نماوا
- محسن کلهر در سوره سینما